# Iwan Nikołajew
Iwan Fiodorowicz Nikołajew (ros. Иван Фёдорович Николаев; ur. 24 kwietnia?/6 maja 1890 w Jarosławiu, zam. 18 sierpnia 1944 w Moskwie) – radziecki wojskowy, generał lejtnant.

## Życiorys
W 1912 roku został powołany do armii rosyjskiej, gdzie w 1915 roku ukończył w 1915 roku Moskiewską Szkołę Chorążych. Następnie jako oficer brał udział w walkach na Froncie Zachodnim, gdzie w końcowym okresie był dowódcą batalionu i miał stopień sztabskapitana.
W grudniu 1918 roku został powołany do Armia Czerwona. Następnie wziął udział w wojnie domowej. Walczył nad Donem i na Zakaukaziu. Pełnił kolejno funkcję szefa sztabu samodzielnej brygady strzeleckiej, I zastępcą szefa sztabu i szefem sztabu dywizji strzeleckiej, w styczniu 1920 roku został dowódcą brygady 32 Dywizji Strzeleckiej. We wrześniu 1920 został dowódcą brygady 34 Dywizji Strzeleckiej, którą dowodził do czerwca 1921 roku. 
Po zakończeniu działań bojowych służył w Armii Kaukaskiej, gdzie był dowódcą 2 Kaukaskiej Brygady Strzeleckiej w okresie od lipca 1921 do października 1922 roku. Po czym został przeniesiony do Syberyjskiego Okręgu Wojskowego, gdzie dowodził pułkami strzeleckimi do sierpnia 1927 roku. Następnie był szefem wydziały operacyjnego sztabu dywizji w tym okręgu. W 1928 roku skierowany na kurs dowódców Armii Czerwonej „Wystriał”, który ukończył w 1929 roku. Po ukończeniu kursu został mianowany dowódcą pułku górskiego strzelców, w 1 Turkiestańskiej Dywizji Strzeleckiej w Środkowoazjatyckim OW. Na czele tego pułku wziął udział w walkach z basmaczami. Od listopada 1931 był szefem sztabu 1 Turkiestańskiej Dywizji Strzeleckiej. Następnie w listopadzie 1934 roku został dowódcą 4 samodzielnego pułku terytorialnego w tym okręgu.  W 1936 roku został pomocnikiem komendanta Leningradzkiej Szkoły Piechoty. Następnie od października 1937 roku służył w 19 Korpusie Strzeleckim Leningradzkiego Okręgu Wojskowego, gdzie był szefem sztabu korpusu i od maja 1938 roku pomocnikiem dowódcy korpusu. Na tym stanowisku wziął udział w wojnie radziecko-fińskiej. W lutym 1940 roku został dowódcą 10 Korpusu Strzeleckiego 8 Armii w Nadbałtyckim Specjalnym Okręgu Wojskowym. 
Po agresji niemieckiej na ZSRR pozostał na tym samym stanowisku, brał udział w bitwie przygranicznej Frontu Północno-Zachodniego, a następnie w walkach w czasie odwrotu wojsk frontu na północ. Ostatecznie korpus stanowił główną siłę w obronie Tallinna, a on faktycznym dowódcą jego obrony, gdy dowódcą obrony Tallina w dniu 17 września 1941 roku wiceadm. Władimir Tribuc – dowódca Floty Bałtyckiej, został jego zastępcą do spraw obrony lądowej. Po ewakuacji wojsk z Tallina do Leningradu, resztki dowodzonego przez niego korpusu weszły w skład Frontu Leningradzkiego. We wrześniu 1941 roku został zastępca dowódcy, a 24 listopada tego samego roku dowódcą 42 Armii, funkcję tę pełnił do grudnia 1943 roku i wraz z nią brał udział w obronie Leningradu. Po przerwaniu blokady Leningradu w dniu 14 stycznia 1944 roku został dowódcą 70 Armią i dowodził nią do 27 marca 1944 roku. 
Zwolniony ze stanowiska ze względu na stan zdrowia, został ewakuowany do Moskwy, gdzie 18 sierpnia 1944 roku zmarł w szpitalu. Pochowany został cmentarzu na terenie Ławry Aleksandra Newskiego w Leningradzie.

## Awanse
- kombrig (комбриг) (17.02.1936 rozkaz nr 0736/п)
- komdiw (комдив) (21.03.1940)
- generał major (генерал-майор) (04.06.1940 rozkaz nr 945)
- generał lejtnant (генерал-лейтенант) (03.05.1942 rozkaz nr 615)

## Odznaczenia
- Order Czerwonego Sztandaru (dwukrotnie – 11.04.1940, 10.02.1943[1])
- Medal „Za obronę Leningradu”
- Medal jubileuszowy „XX lat Robotniczo-Chłopskiej Armii Czerwonej”